# Túathal Techtmar
Túathal Techtmar ("El legítimo"), hijo de Fíachu Finnolach, fue un Alto Rey de Irlanda, según la leyenda medieval irlandesa y la tradición histórica.
 Se dice que fue antepasado de las dinastías Uí Néill y Connachta a través de su nieto Conn de las Cien Batallas. El nombre puede también haberse referido originalmente a una deidad epónima.

## Leyenda
Túathal fue el hijo de un Alto Rey depuesto por una revuelta de "pueblos súbditos", quién regresó al frente de un ejército para reclamar el trono de su padre. La fuente más vieja de la historia de Túathal, un poema del siglo IX creado por Mael Mura de Othain, dice que su padre, Fíacha Finnolach, fue derrocado por los cuatro reyes provinciales, Elim mac Conrach de Ulster, Sanb (hijo de Cet mac Mágach) de Connacht, Foirbre de Munster y Eochaid Ainchenn de Leinster, y que fue Elim quién tomó el Alto reino. Durante su gobierno Irlanda padeció hambruna debido a que dios castigó este rechazo al reinado legítimo. Túathal, asistido por los hermanos Fiacha Cassán y Findmall y sus 600 hombres, marchó a Tara y venció a Elim en batalla en la colina de Achall. Luego ganó batallas contra los Ligmuini, los Gailióin, los Fir Bolg, los Fir Domnann, los Ulaid, los Muma, los Fir Ól nÉcmacht y los Érainn, y reunió a la nobleza irlandesa en Tara para hacerles jurar lealtad a él y a sus descendientes.
Las versiones posteriores de la historia suprimen la implicación de la nobleza provincial en la revuelta, haciendo de los "pueblos súbditos" a los campesinos de Irlanda. El Lebor Gabála Érenn añade el detalle del exilio de Túathal. Su madre, Eithne Imgel, hija del rey de Alba (originalmente refiriéndose a Gran Bretaña, luego a Escocia), estaba embarazada cuándo Fíachu fue derrocado, y huyó a su patria donde dio nacimiento a Túathal. Veinte años después Túathal y su madre regresaron a Irlanda, se unieron con Fiacha Cassán y Findmall, y marcharon a Tara para tomar el reino.
Los Anales de los Cuatro Maestros presentan una revuelta similar unas cuantas generaciones antes, dirigida por Cairbre Cinnchait, contra el Alto Rey Crimthann Nia Náir. En esta ocasión el hijo de Crimthann, Feradach Finnfechtnach, es el futuro rey que huyó en el seno de su madre, aunque los Anales claman que regresó a reclamar su trono sólo cinco años más tarde. La historia se repite unas cuantas generaciones más tarde con la revuelta de Elim contra Fíachu, y el exilio y regreso de Túathal. Geoffrey Keating armoniza las dos revueltas en una. Según él, Crimthann le entrega el trono directamente a su hijo, Feradach, y hace a Cairbre Cinnchait, cuya ascendencia rastrea hasta los Fir Bolg, el líder de la revuelta que derrocó a Fíachu, matándole en un festín. La embarazada Eithne huye como en las otras fuentes. Cairbre gobierna por cinco años, muere de peste y es sucedido por Elim. Después de que Elim hubo gobernado por veinte años, el Túathal de 20 o 25 años fue obligado a regresar. Llegó con sus fuerzas a Inber Domnainn (Bahía de Malahide). Uniéndose con Fiacha Cassán y Findmall, y sus merodeadores, él marchó a Tara donde fue declarado rey . Elim Dio batalla en el cerro de Achall, cerca de Tara, pero fue vencido y asesinado.
Túathal peleó 25 batallas contra Ulster, 25 contra Leinster, 25 contra Connacht y 35 contra Munster. Sojuzgó al país entero, convocó una conferencia en Tara, donde estableció las leyes y el territorio anexado de cada una de las cuatro provincias para crear la provincia central de Míde (Meath) alrededor de Tara como territorio del Alto Rey. Construyó cuatro fortalezas en Meath: Tlachtga, donde los druidas sacrificaban en vísperas de Samhain, en las tierras tomadas de Munster; Uisneach, donde el festival de Beltaine era celebrado, en tierras de Connacht; Tailtiu, donde Lughnasadh era celebrado, en tierras de Ulster; y Tara, en tierras de Leinster.
Continuó haciendo la guerra en Leinster, quemando el baluarte de Aillen (Knockaulin) e imponiendo el bórama, un gran tributo en ganado, en la provincia. Hay una historia que dice que esto fue porque el rey de Leinster, Eochaid Ainchenn, se había casado con la hija de Túathal, Dairine, pero le dijo a Túathal que había muerto y así le fue dada su otra hija, Fithir. Cuándo Fithir descubrió que Dairine todavía estaba viva murió de vergüenza, y cuándo Dairine vio a Fithir muerta, murió de dolor.
Túathal, o su mujer Baine, fueron los presuntos constructores de Ráth Mór, un castro de la Edad de Hierro en el terraplén en Clogher, Condado de Tyrone. Murió en una batalla contra Mal mac Rochride, rey de Ulster, en Mag Line (Moylinny cerca de Larne, Condado de Antrim). Su hijo, Fedlimid Rechtmar, le vengó luego.

## Contexto histórico

### Fechas
Los Anales de los Cuatro Maestros dan la fecha del exilio de Túathal en el 56 DC, su regreso en 76 y su muerte en 106. El Foras Feasa ar Érinn de Geoffrey Keating en términos generales está de acuerdo, datando su exilio en 55, su regreso en 80 y su muerte en 100. El Lebor Gabála Érenn le coloca un poco después, sincronizando su exilio con el reinado del emperador Romano Domiciano (81–96), su regreso en los comienzos del reinado de Adriano (122–138) y su muerte en el reinado de Antonino Pío (138–161).

### ¿El primero de los gaélicos?
El becario T. F. O'Rahilly Sugirió que, como en muchas historias de "retorno del exilio", Túathal representó a una invasión enteramente extranjera qué estableció una dinastía en Irlanda, a la cual propagandistas dinásticos le fabricaron un origen irlandés para darle una falsa legitimidad. De hecho,  propuso que la historia de Túathal, llevada hacia atrás al siglo I o II AC, representó a la invasión de los gaélicos, quienes se establecieron sobre las antiguas poblaciones e introdujeron la lengua Q-Celta que se convertiría en el irlandés, y que sus genealogistas incorporaron a todas las dinastías irlandesas, Gaélicas o de otra manera, y a las deidades de sus antepasados a un linaje que se extiende más de mil años hacia atrás, al ficticio Míl Espáine.

### ¿Romanos en Irlanda?
Tomando las fechas nativas como bastante cercanas, otra teoría ha surgido. El historiador Romano Tácito menciona que Agrícola, mientras fue gobernador de la Bretaña Romana (78 – 84 DC), entretuvo a un príncipe irlandés exiliado, pensando usarle como pretexto para una posible conquista de Irlanda. Ni Agrícola ni sus sucesores conquistaron nunca Irlanda, pero en años recientes, la arqueología ha desafiado la creencia de que los romanos nunca pusieron pie en la isla. Artefactos romanos y romano-británicos han sido encontrados principalmente en Leinster, notablemente en un sitio fortificado en el promontorio de Drumanagh, quince millas al norte de Dublín, y tumbas en la isla cercana de Lambay, ambas en la cercanía de dónde Túathal se supone que desembarcó, y otros sitios asociados con Túathal como Tara y Clogher. Aun así, si esto es evidencia de actividad comercial, diplomática o militar es un asunto de controversia. Es posible que los romanos hayan dado apoyo a Túathal, o a alguien como él, para recuperar su trono en el interés de tener un vecino amistoso que pudiera contener asaltos irlandeses. El poeta romano del siglo II Juvenal, quien puede haber servido en Bretaña a las órdenes de Agrícola, escribió que "las armas fueron tomadas allende las orillas de Irlanda", y la coincidencia de las fechas es llamativa.